# Valley College (Metro de Los Ángeles)
Valley College es una estación de autobuses de tránsito rápido en la línea G del Metro de Los Ángeles y es administrada por la Autoridad de Transporte Metropolitano del Condado de Los Ángeles. Se encuentra localizada en Valley Glen, en el Valle de San Fernando de Los Ángeles, entre Burbank Blvd y Fulton Ave. La estación es cerca de Los Ángeles Valley College.

## Conexiones de autobús
- Metro Local: 167, 237[3]
- LADOT Commuter Express: 549[4]
- LADOT DASH: Van Nuys/Studio City[5]